# Jacquelyn Jablonski
Pour les articles homonymes, voir Jablonski.
Jacquelyn Jablonski, née le 4 avril 1991 dans le New Jersey aux États-Unis, est un mannequin américain.

## Biographie
Jacquelyn, qui est d'origine polonaise, allemande, et irlandaise, a commencé sa carrière de mannequin à l'âge de 15 ans, lorsque Ford Model Management lui offrit un contrat.

## Carrière
En 2007, elle est arrivée troisième au concours Supermodel of the World, peu après avoir participé à son premier défilé, pour Brian Reyes.
En avril 2010, elle est la mannequin défilant le plus lors de la New York Fashion Week, avec 31 shows.
Elle est l'image publicitaire de Tommy Hilfiger, Hermes et Céline, et défile pour de nombreuses autres marques, dont Chanel, Yves Saint Laurent, DKNY, Oscar de la Renta, Versace, ou encore Gucci.
Elle a posé en couverture des magazines Vogue, Revue des Modes, Cover Magazine, Harper's Bazaar, Allure, Deutsch Magazine, Sunday Telegraph, S Moda for el Pais, Glass Magazine, et Russh (en).
Depuis 2010, elle défile lors du Victoria's Secret Fashion Show.
En décembre 2012, elle est apparue en tant que guest-star dans un épisode de Hawaii 5-0 avec Behati Prinsloo et Jasmine Tookes.